# Pointe Macou
La pointe Macou est un cap de Guadeloupe.

## Géographie
Il se situe à l'ouest de Vieux-Bourg, face à l'îlet Rat et à l'îlet Macou.